# Stroma
Stróma je vezivno ogrodje organa. Stroma sestoji iz sestavin (vezivno tkivo, žilje, izvodila …), ki niso nosilci specifične funkcije določenega organa, temveč zagotavljajo ogrodje za specifične komponente organa. Del tkiva oziroma organa, ki vsebuje celice, odgovorne za izvajanje specifične funkcije, se imenuje parenhim.
Izraz (natančneje tumorska stroma) se lahko nanaša tudi na vezivno ogrodje tumorja.